# Leupe (Pirak Timu)
Leupe is een bestuurslaag in het regentschap Aceh Utara van de provincie Atjeh, Indonesië. Leupe telt 358 inwoners (volkstelling 2010).